# Домініон Індія
Індійський Союз (англ. Union of India) — держава, що утворилася внаслідок прийняття Британським парламентом Акту про індійську незалежність (15 серпня 1947) і розділу Британської Індії на Індійський Союз і домініон Пакистан. У 1948 році в результаті спецоперації до складу Індійського союзу увійшло князівство Гайдарабад.

## Історія
Головою Індійського союзу вважався король Великої Британії, однак фактично уряд очолював прем'єр-міністр Джавахарлал Неру. Інтереси монарха в Індії як і раніше представляв генерал-губернатор Індії (який, на відміну від своїх попередників, не іменувався віце-королем). Першим генерал-губернатором був Луїс Маунтбеттен, другим і останнім — Чакраварті Раджгопалачарія.
З прийняттям 26 січня 1950 р. першої індійської конституції Індійський Союз був перетворений на Республіку Індія.

## Уряд

### Монарх
Георг VI, король Індії (1947—1950) зберіг титул імператора Індії до 22 червня 1948 року
| І'мя                       | Портрет | Герб | Роки правління | Примітки |
| -------------------------- | ------- | ---- | -------------- | --- |
| Георг VI (англ. George VI) |         |      | 1947-1950      | Син Георга V, імператор Індії (до 1947 р.), король Королівств Співдружності та колоній. До 1948: His Majesty George the Sixth, by the Grace of God, of Great Britain, Ireland and the British Dominions beyond the Seas King, Defender of the Faith, Emperor of India His Majesty George the Sixth, by the Grace of God, of Great Britain, Ireland and the British Dominions beyond the Seas King, Defender of the Faith |

### Генерал-губернатор
| Портрет                                        | Прізвище (нар.–см.)                            | Час на посаді                                  | Час на посаді                                  | Основні події                                  | Підпорядкування                                |
| Генерал-губернатори Домініону Індія, 1947—1950 | Генерал-губернатори Домініону Індія, 1947—1950 | Генерал-губернатори Домініону Індія, 1947—1950 | Генерал-губернатори Домініону Індія, 1947—1950 | Генерал-губернатори Домініону Індія, 1947—1950 | Генерал-губернатори Домініону Індія, 1947—1950 |
| ---------------------------------------------- | ---------------------------------------------- | ---------------------------------------------- | ---------------------------------------------- | ---------------------------------------------- | ---------------------------------------------- |
|                                                | Луїс Маунтбеттен (1900—1979)                   | 15 серпня 1947                                 | 21 червня 1948                                 |                                                | Георг VI(1936—1952)                            |
|                                                | Чакраварті Раджагопалачарі (1878—1972)         | 21 червня 1948                                 | 26 січня 1950                                  |                                                | Георг VI(1936—1952)                            |

### Прем'єр-міністр
| # | Ім'я             | Портрет | Початок повноважень | Закінчення повноважень | Партія                                |
| - | ---------------- | ------- | ------------------- | ---------------------- | ------------------------------------- |
| 1 | Джавахарлал Неру |         | 15 серпня 1947      | 26 січня 1950          | Індійський національний конгрес (ІНК) |